# Música en la lucha libre profesional

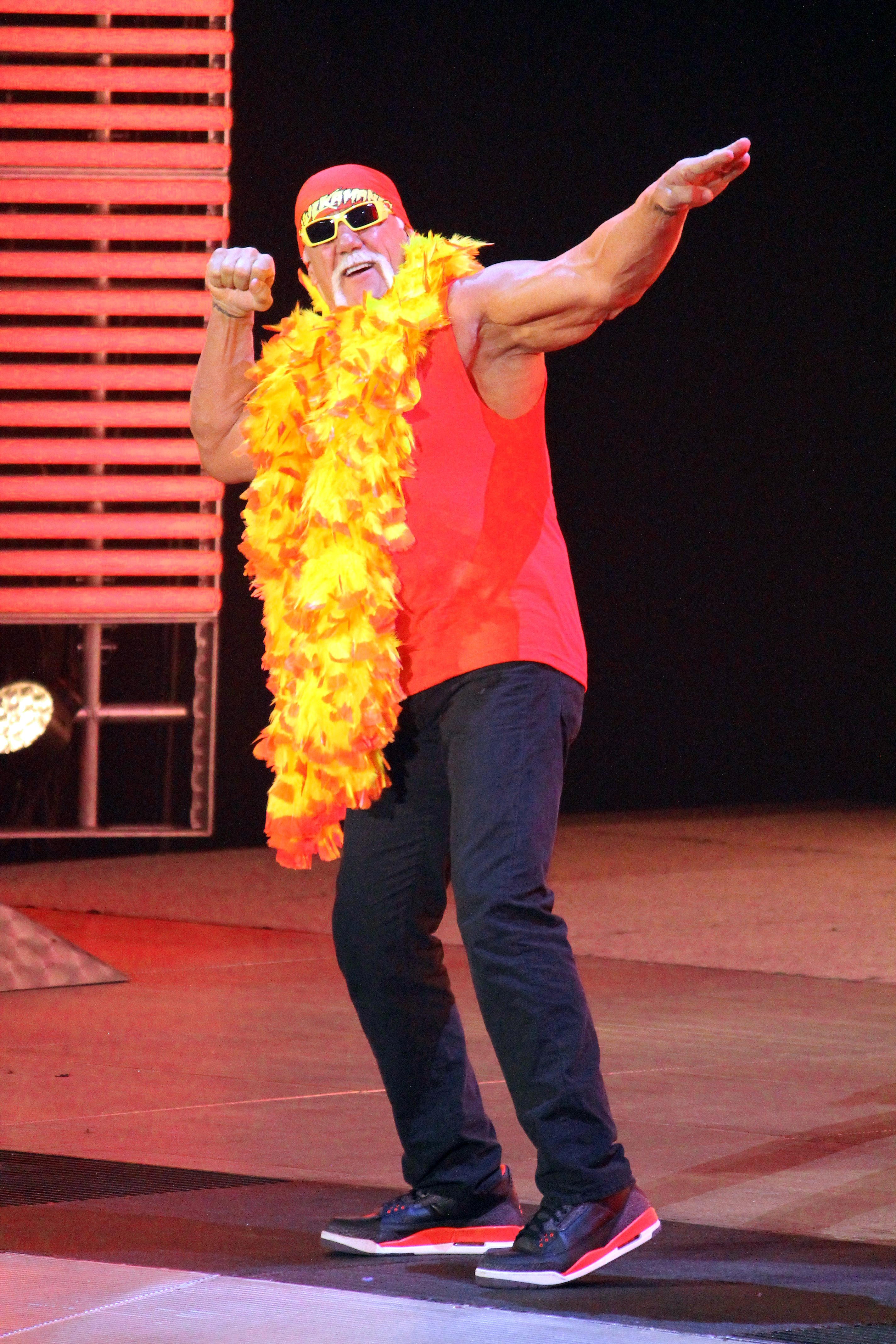
El uso más común de la música en la lucha libre profesional es sonar mientras un luchador, un equipo o un Stable aparece, ya sea en el ring, en el escenario o en la pantalla. Un ejemplo visto aquí con Hulk Hogan haciendo su entrada en un programa de WWE Raw.

La música en la lucha libre profesional tiene una variedad de propósitos. Los usos más comunes de lamúsica en la lucha libre profesional es el del tema de entrada, una canción o pieza musical instrumental que suena cuando una superestrella se acerca al cuadrilátero. Después de un combate, el tema de entrada del vencedor normalmente se reproducirá cuando salga del ring. Los temas de entrada se utilizan para alertar al público sobre la llegada inmediata de un luchador y para aumentar la anticipación.

## Uso como parte de un personaje ogimmick
Los temas de entrada a menudo se adaptan al Gimmick del luchador para el que están escritos o seleccionados. Por ejemplo, el tema de entrada más famoso de Hulk Hogan en la WWE es "Real American" de Rick Derringer, que contiene letras relacionadas con el patriotismo de Hulk Hogan ("Soy un verdadero estadounidense; lucho por los derechos de cada hombre..."), mientras que The Undertaker ha utilizado a menudo temas de entrada que se asemejan a una marcha fúnebre, incluido el sonido de una marcha fúnebre y un extracto de  la Sonata para piano n.º 2 (Chopin) . En la práctica, los temas de entrada modernos suelen ser heavy metal, rock, rap o R&B contemporáneo, ya que estos géneros musicales son populares entre los grupos demográficos clave de la lucha libre profesional.
Algunos temas de entrada van acompañados de la voz grabada del luchador diciendo su frase característica. Ejemplos de esto incluyen la voz grabada de Dwyane Johnson que dice: "¡Si puedes oler lo que The Rock está cocinando!" antes de que comience su música, Booker T dice "No odies al jugador, odia el juego" (WCW) y "¿Puedes entenderlo, idiota?!?" (WWE) seguido de su tema de entrada, la voz grabada de Zack Ryder que dice “¡Woo, woo, woo! ¡Tú lo sabes! " antes de que comience su música, y la exclamación característica de Ric Flair de "¡Wooooooo! "antes de su tema de entrada.

## Música original
Debido a los costos de licencia, los temas de entrada a menudo están compuestos por la compañía de lucha libre para la que trabajan los luchadores para evitar tener que pagar regalías. Una promoción también podría comprar música de bibliotecas de producción, que se considera más barata que las regalías de la música comercial, o utilizar música de dominio público, que está disponible sin costo alguno. Debido a leyes de derechos de autor menos restrictivas en México, las promociones de lucha libre utilizan principalmente canciones populares. Además, Extreme Championship Wrestling utilizó música comercial popular (aunque sin pagar las regalías adecuadas) para sus diversos luchadores con el fin de promover una imagen moderna, vanguardista y contracultural.

## Historia

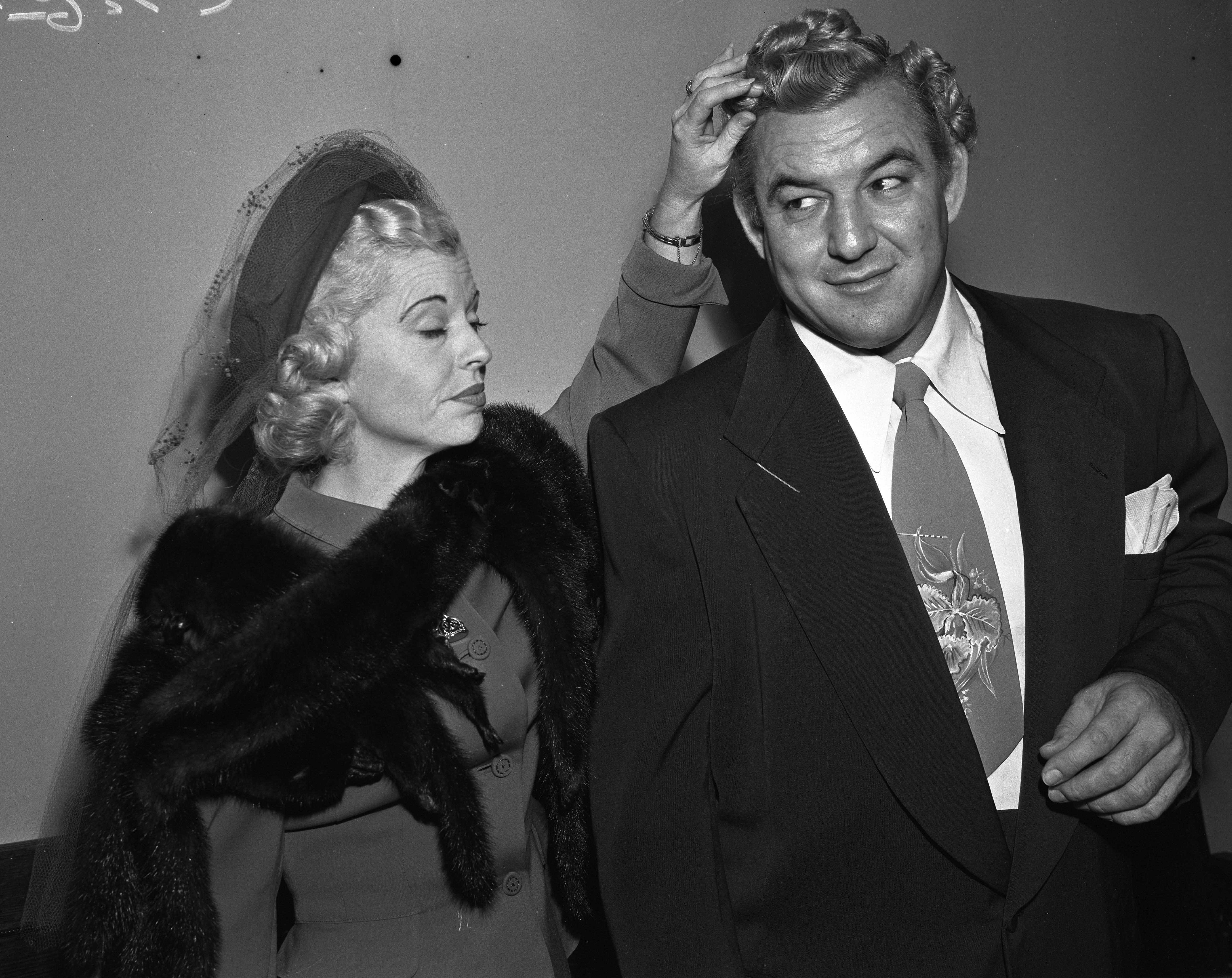
Gorgeous George fue uno de los pocos luchadores de su época en tener música al momento de hacer su entrada al cuadrilatero.

A principios de la década de 1950, la campeona Mildred Burke a menudo participaba en temas musicales, mientras que Gorgeous George se asociaba con " Pomp and Circumstance Marches ", una canción que más tarde fue utilizada regularmente por Randy Savage .  Alrededor de 1976, Chris Colt comenzó a utilizar " Welcome To My Nightmare " como tema de entrada y " No More Mr. Nice Guy " como tema de salida, ambas canciones realizadas por Alice Cooper . Sargento. Slaughter, quien en ocasiones ha afirmado haberle presentado la idea a Vincent J. McMahon, participó en el " Himno de los Marines " en un espectáculo del Madison Square Garden en los años 1970.  Aunque la luchadora británica Shirley Crabtree había estado usando " I Shall Not Be Moved " como música de entrada en la década de 1970 en el Reino Unido.  Sin embargo, la práctica no se generalizó hasta la década de 1980, cuando los Fabulous Freebirds, Hulk Hogan, Junkyard Dog y varios artistas de World Class Championship Wrestling comenzaron a utilizar la música rock como tema de entrada.
La música también se utiliza como herramienta de promoción en anuncios, paquetes de vídeo y como tema de programas de televisión.